# Distretto di Aïn Fakroun
Il distretto di Aïn Fakroun è un distretto della provincia di Oum el-Bouaghi, in Algeria, con capoluogo Aïn Fakroun.

## Comuni
Sono comuni del distretto:
- Aïn Fakroun
- El Fedjouz Boughrara Saoudi